# مودگرگ
مودگرگ (به هلندی: Moddergat) یک منطقهٔ مسکونی در هلند است که در دونگرادیل واقع شده‌است. مودگرگ ۲۲۱ نفر جمعیت دارد.